# Fuagea
Fuagea – niewielka, bezludna wyspa położona na Oceanie Spokojnym, w archipelagu Tuvalu, w południowo-zachodniej części atolu Funafuti.
Fuagea jest częścią ustanowionego w 1996 roku Obszaru Chronionego Kogatapu, mającego na celu zachowanie naturalnej fauny i flory tego obszaru.